# Semiothisa dislocaria
Semiothisa dislocaria är en fjärilsart som beskrevs av Alpheus Spring Packard 1876. Semiothisa dislocaria ingår i släktet Semiothisa och familjen mätare. Inga underarter finns listade i Catalogue of Life.